# Кербела (мухафаза)
Кербела́ (араб. كربلاء‎, Карбала) — мухафаза в центре Ирака. Административный центр — город Кербела. Религиозный и паломнический центр для шиитов — здесь находится гробница имама Хуссейна. Шииты-паломники из Ирана, Афганистана и Пакистана совершают паломничество в город, чтобы посетить святыню.
Территория 58 144 км² с населением 1 370 000 человек (2013 год).

## Округа
- Эйн ат-Тамур
- Эль-Хиндия
- Кербела